# 세계지방정부연합

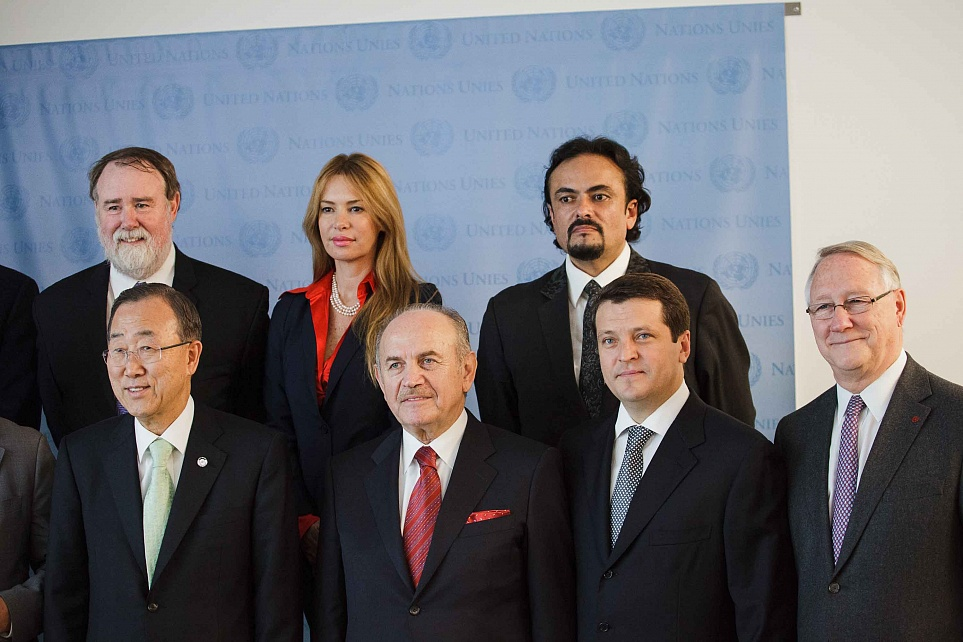
UCLG UN Meeting, 2012

세계지방정부연합(United Cities and Local Governments, UCLG)은 전세계 도시, 지방 및 지방 정부 및 지방 자치 단체를 위한 포괄적 국제 조직으로, 세계 무대에서 지방 정부의 이익을 대변하기 위해 설립되었다.

## 회원
회원은 UN 193개 회원국가중 140개국의 250,000여개 지방자치단체 및 175개 지자체 협의체로 구성되며 회비는 GDP와 인구 기준으로 계산된다.

### 대한민국
서울, 부산, 대구, 인천, 광주, 대전, 울산, 경기, 강원, 충북, 전북, 전남, 경북, 경남, 제주, 고양, 당진, 전주, 군산, 구미, 안동, 창원, 시도지사협의회 총 23개 지자체가 가입되어있다.

## 설립목적
- 지방자치단체 대민서비스 질적 향상, 주거환경 향상 도모, 지역사회 경제발전 지원
- 국제적으로 자치단체간 정보와 정책공유 및 지방자치 분권 실현 노력

## 설립연혁
- 1913년 : 국제적 지방자치단체 연합조직으로 설립
- 2001년 : 세계 양대 지방자치단체 기구 중 하나인 UTO와 통합 추진
- 2004년 : IULA(지방자치단체연합)와 UTO(세계도시연맹)의 통합으로「United Cities and Local Governments」라는 새로운 기구로 탄생

## 회의주기
- 세계 : 총회 3년 주기, 집행부 연2회, 이사회 연1회
- 아태지부: 총회 2년 주기, 집행부 연2회, 이사회 연1회

## 주요활동
- 지방정부의 역할과 지위를 홍보
- 협회간 파트너쉽 도모 및 협회가 없는 나라의 협회구성 지원
- 지방정부간 네트워크 지원 및 지식교류의 장 제공

## 세계 지부

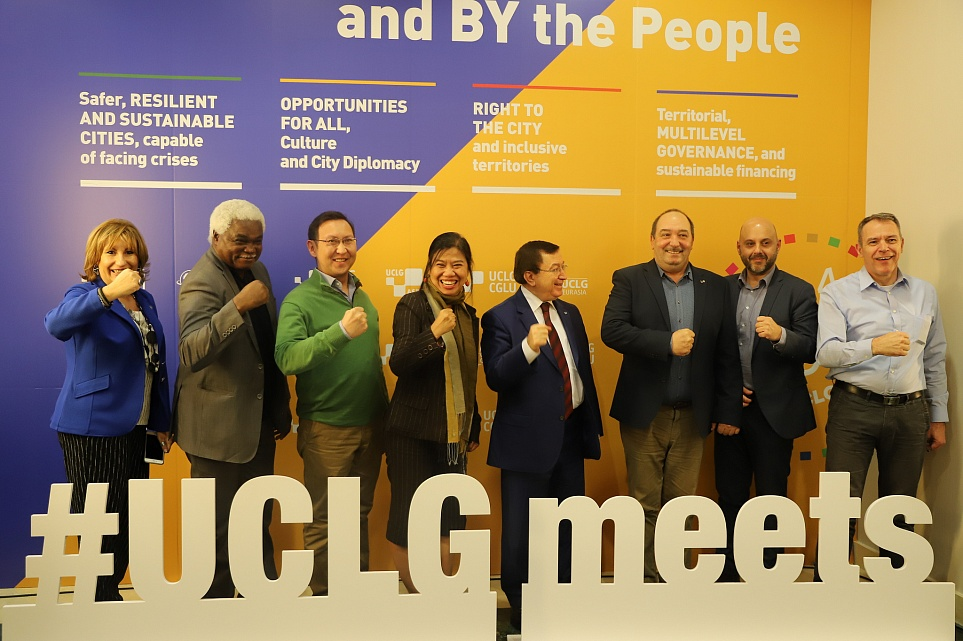
UCLG Barcelona, 2019

- 회의주기 : 3년 주기
- 참가범위 : 전 회원[2]

### 세계총회
- 2004년 제1회 파리총회(프랑스)
- 2007년 제2회 제주총회(한국)
- 2010년 제3회 멕시코씨티총회(멕시코)
- 2013년 제4회 라바트총회(모로코)
- 2016년 제5회 보고타총회(콜롬비아)
- 2019년 제6회 더반총회(남아공)
- 2022년 제7회 대전광역시총회(한국)

### 세계 이사회
- 회의주기 : 연 1회
- 참가범위 : 대륙, 기타 권역에서 선정된 291개 지자체 대표+회장단
- 권역별 : 10개 지부
  - 대 륙(7개) : 아시아․태평양, 아프리카, 유럽, 유라시아,
  - 중동․서아시아, 북미, 남미(7개)
  - 기타(3개) : 메트로폴리스, 사무국주재도시, 지역포럼

### 세계 집행부
- 회의주기 : 연 2회
- 참가범위 : 세계 이사회 내에서 선정된 109개 지자체 대표+회장단

## ASPAC (아시아태평양 지부)
- 회의주기 : 2년 주기
- 참가범위 : 전 회원(22개국/190여개 지방정부 및 지방정부연합)

### ASPAC 총회
- 2005년 제1회 대구총회(한국)
- 2008년 제2회 파타야총회(태국)
- 2010년 제3회 하마마츠총회(일본)
- 2012년 제4회 자카르타총회(인도네시아)
- 2014년 제5회 타이페이총회(대만)
- 2016년 제6회 전라북도총회(한국)
- 2018년 제7회 수라바야총회(인도네시아)
- 2020년 제8회 정저우총회(중국)

### UCLG-ASPAC 이사회
- 회의주기 : 연 1회
- 참가범위 : 회원 중에서 선정된 60개 지자체 대표(한국 10석)